# Basil Williams
Arthur Frederick Basil Williams (ur. 4 kwietnia 1867, zm. 5 stycznia 1950) – brytyjski historyk specjalizujący się w badaniu dziejów XVIII wieku.

## Życiorys
Jego ojciec był prawnikiem.
Kształcił się w Marlborough i New College Uniwersytetu Oksfordzkiego.
Williams pisywał do English Historical Review (1900-1). walczył w II wojnie burskiej.

## Prace
- The Whig Supremacy 1714-1760, Oxford Clarendon Press 1939.